# Kōnosuke Saijō
Kōnosuke Saijō (jap. 西条 孝之介, Saijō Kōnosuke; * 26. Dezember 1931 in Yokohama) ist ein japanischer Jazzmusiker (Tenorsaxophon, auch Sopransaxophon, Flöte).

## Leben und Wirken
Kōnosuke Saijō begann seine Musikerkarriere in den 1950er-Jahren in  Tokio; 1956 war er Mitglied der All-Star-Band des japanischen Swing Journals, mit der auch 1956 erste Plattenaufnahmen entstanden. In den folgenden Jahren arbeitete er u. a. mit Hidehiko Matsumoto, Tatsuro Watanabe und Terumasa Hino. 1959 spielte er mit seiner Band West Liners zwei Titel ein, die auf der Kompilation Modern Jazz Composer's wiederveröffentlicht wurden.
Ab den 1960er-Jahren gehörte Saijō der Formation Five Saxophones (1967) an; außerdem spielte er mit Norio Maeda, Shungo Sawada und Kazuo Yashiro. Unter eigenem Namen spielte er die LPs Harlem Nocturne (1966), Massachusetts in Bossa Nova (1968, mit Yasunori Suzuki, Sadanori Nakamure, Takeo Mori, Shinnosuke Katsuyama), Resurrection (1974, mit Norio Maeda, Yasuo Arakawa, Takeshi Inomata), Incarnation (1975, mit Kunihiko Sugano, Ken Suzuki, Shoichi Miyazawa, Yoichi Ogawa) und Manhattan Show Case (1980, mit Toshihiko Ogawa, Kunimitsu Inaba, Jun Shimizu) ein. Weitere Plattenaufnahmen entstanden in der Formation The Wind Breakers, der  auch Tetsuo Fushimi, Jiro Inagaki, Tadayuki Harada, Norio Maeda, Shungo Sawada, Yasuo Arakawa, Takeshi Inomata und Donald Bailey angehörten.
Saijō arbeitete außerdem mit Takeshi Inomata, Mari Nakamoto, Shoji Yokouchi, Jimmy Takeuchi, Eiji Kitamura, Tsuyoshi Yamamoto, Harumi Kaneko, Terry Mizushima und Ichiri Masuda. Ein letztes Album, Saijoh's Serenade spielte er um 1992 mit Herbie Steward, Gene DiNovi, Dave Young (Bass) und Yukio Kimura (Schlagzeug) ein. Im Bereich des Jazz war er zwischen 1956 und 1995 an 58 Aufnahmesessions beteiligt, zuletzt mit Norio Maedas Wind Breakers.